# Proteïna precursora amiloide
La proteïna precursora amiloide (en anglès, APP, amyloid Precursor Protein) és una proteïna integral de membrana expressada en molts tipus de teixits, i està concentrada en la sinapsi entre neurones. La seva funció encara no ha estat elucidada, tot i que estudis recents han revelat diferents funcions com, per exemple, un possible paper com a regulador de la sinapsi neuronal.
L'APP és coneguda per ser la molècula precursora del β-amiloide, un pèptid de 42 aminoàcids, que és el principal component de les plaques amiloides presents en el teixit cerebral de pacients que pateixen de la Malaltia d'Alzheimer.

## Estructura de la proteïna precursora amiloide

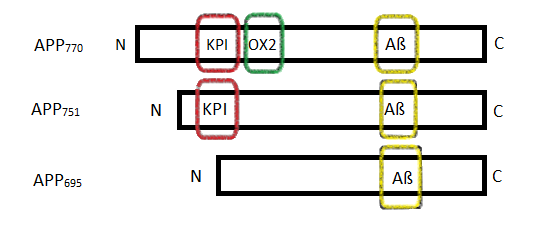
Representació de la proteïna APP i els seus dominis principals

L'APP és una proteïna que s'expressa tant en les cèl·lules neuronals com en els teixits extraneuronals i forma part de la família de les proteïnes precursores d'amiloide (APLP1 i APLP2) en els mamífers i de la família de les APPL en les mosques de la fruita. Totes són proteïnes transmembrana amb dominis extracel·lulars grans, i totes són processades de la mateixa manera que l'APP. Hi ha diferents formes d'APP, que es deuen a un splicing alternatiu dels exons 7, 8 i 15.
El gen de l'APP té 19 exons i el splicing alternatiu d'aquests exons genera 8 isoformes diferents. En concret, el splicing dels exons 7, 8 i 15 codifiquen els dominis localitzats en la porció extracel·lular de la molècula. En les cèl·lules no neuronals predominen les isoformes més llargues que contenen els exons 7 i 8. Després de la pèrdua de la seqüència senyal i l'escissió per la α-secretasa, la porció extracel·lular de la isoforma neuronal de l'APP té 594 aminoàcids.
Hi ha tres formes majoritàries d'APP: APP695, APP751 i APP770. Dins del cervell, l'APP695 és principalment neuronal i s'expressa en dosis relativament més elevades que les dues altres isoformes. Fins fa poc, no es van observar moltes diferències funcionals entre les diferents isoformes d'APP. No obstant això, sembla que la isoforma APP695 està més involucrada en la regulació de l'expressió dels gens. 

### L'estructura dels dominis de l'APP
La regió extracel·lular conté un domini E2, un domini àcid (Ac), un domini d'unió de coure (CuBD) i un domini d'unió d'heparina (HBD); tots aquests dominis estan conservats entre espècies. També trobem un domini d'inhibidor de proteasa Kunitz (KPI)  en APP i APLP2.
El domini intracel·lular mostra una homologia important que conté el motiu YENPTY. Aquest motiu també es conserva entre homòlegs. La seqüència d'Aß només està present en l'APP. S'ha observat que hi ha un alt grau de conservació de la seqüència en el domini intracel·lular de l'APP, l'APLP1 i l'APLP2. Múltiples papers han estat assignats a aquest domini, més especialment el transport axonal i la senyalització cel·lular.

## Formació de l'amiloide

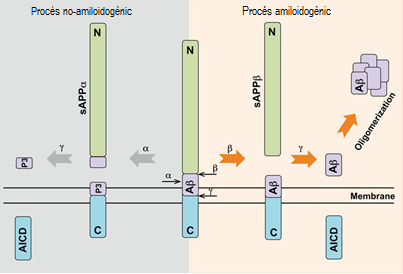
En el procés no-amiloidogenic l'APP és dividida per l'α-secretasa. En el procés amiloidogènic és dividida per la ß-secretasa produint ß-amiloide.

L'APP pot estar sotmesa a processos amiloidogènics i no amiloidogènics, depenent dels enzims secretases que realitzin l'escissió:
- En el procés amiloidogènic, l'APP és dividida inicialment per les ß-secretases per produir un fragment extracel·lular de l'APP terminal-N (sAPPß) i un fragment terminal-C (ßAPP-CTF). La γ- secretasa divideix posteriorment la ßAPP-CTF per donar lloc al pèptid ß-amiloide (Aβ) i el domini intracel·lular de l'APP (AICD).
- En el procés no-amiloidogènic, l'APP és primerament dividida per α-secretasa per la part on hi ha la seqüència de la β-amiloide per generar un fragment soluble de sAPPα i un fragment lligat a la membrana de αAPP-CTF. Seguidament, la γ-secretasa divideix l'αAPP-CTF per donar lloc al pèptid P3 i AICD.

L'activitat de l'α-secretasa està localitzada principalment a la superfície cel·lular, mentre que la de la β-secretasa i la de la γ-secretasa predomina als compartiments endosítics. Per tant, el processament de l'APP per formar fragments amiloidogènics i no-amiloidogènics depèn del seu itinerari intracel·lular. Conseqüentment, un targeting subcel·lular alterat afecta directament el grau en què el β- amiloide és generat.

## Funcions de l'APP
Tot i que encara no s'entén correctament el paper de l'APP en el funcionament normal del cervell, es coneixen algunes de les seves funcions. Aquestes continuen sent estudiades. A continuació, es presenten les més clares i importants:

### Funció de transport neuronal anterògrad
Diversos estudis han demostrat que l'APP està implicada en el transport axoplàsmic, concretament l'anterògrad. El transport anterògrad és el moviment de molècules/orgànuls des de la cèl·lula fins a la sinapsi o lamembrana cel·lular. En aquest procediment intervenen les cinesines, unes proteïnes motores que actuen sobre els microtúbuls, components del citoesquelet. En un compartiment cel·lular de l'axó concret de la cèl·lula que conté APP i β-secretases, el transport anterògrad és dut a terme per l'APP i la cinesina. L'APP actua com un receptor motor dels microtúbuls associat a la membrana i interactua directament amb la cadena lleugera de la cua de la quinesina-1, proteïna motora específica que permet als microtúbuls unir-se de forma específica a vesícules de transport axonal que transpostarà al llarg de la cèl·lula. L'APP es proposa que la quinesina-1 siga una molècula proteica motora transmembrana en els axons de les cèl·lules nervioses. Per tant, l'APP funciona com un receptor per a la unió de la quinesina-1 a vesícules de transport axonal, és a dir, participa en el tràfic neuronal.

### Funció com oxidasa de ferro: influència en l'exportació de ferro
L'APP és una oxidasa de ferro i una de les seves funcions és convertir el ferro a una forma segura per al seu transport o emmagatzematge a través de la interacció amb la ferroportina, facilitant la seva exportació. Alguns estudis han mostrat que quan s'augmenten els nivells de ferro, augmenta la producció d'APP en les cèl·lules, fet que verifica la funció esmentada.
Per tant, és una proteïna fonamental pel metabolisme del ferro. De fet, l'ARN missatger que codifica la proteïna inclou un element de resposta al ferro. A més, l'APP presenta propietats molt semblants a la ceruloplasmina, l'oxidasa de ferro més coneguda de la cèl·lula i que no s'expressa en les neurones.
Quan APP no funciona correctament, com ho fa en la malaltia de l'Alzheimer, els nivells de ferro dins de la neurona arriben a nivells tòxics. Si el ferro es deixa sense fre en la seva forma soluble, pot causar danys i mort cel·lular.

### L'APP i les cèl·lules mare
Alguns estudis han implicat la proteïna precursora amiloide (APP) en la regulació de les cèl·lules mare, però es tracta d'una funció que no està del tot clara en aquests moments.
Per un costat, l'APP indueix la diferenciació de cèl·lules mare neuronals en el llinatge dels astròcits interaccionant amb la proteïna APP-BP1, com va demostrar un estudi amb rates, on es va observar una expressió substancial tant d'APP-BP1 com d'APP en el cervell embrionari i en el període post-natal. Per tant, l'APP té un paper important en la progressió del cicle cel·lular de les cèl·lules mare neuronals.
Durant l'embriogènesi, la isoforma 695 d'APP ha demostrat ser la forma principal implicada en la maduració del cervell embrionari.
Per un altre costat, s'ha demostrat que en els cervells de ratolins adults actua coordinadament amb EGF per estimular la proliferació dels EGF neuronals que es troben als talls cel·lulars en la zona subventricular. Tot i així, l'activitat d'APP, encara que necessària, no és suficient per a dur a terme aquesta estimulació, ja que pareix actuar com un cofactor d'EGF.
A part del desenvolupament del cervell, l'APP també cal per a la formació d'unions neuromusculars on l'APP colocalitza amb els receptors d'acetilcolina.

### L'APP relacionada amb la sinapsi i l'homeòstasi del calci
L'APP té una funció recentment descoberta i molt important: L'homeòstasi del calci i de les oscil·lacions neuronals, essencials per a la transmissió sinàptica i la creació de xarxes neuronals. El suggeriment d'aquesta funció es basa en l'observació de què la sobre-expressió de l'APP inhibeix les oscil·lacions neuronals espontànies de calci en les neurones corticals sincròniques de rata en cultiu. Per a donar lloc a aquest efecte es necessita, a més, la fosforilació de T668 en el domini intracel·lular d'APP.
Arran d'això, es lliga el paper d'APP en l'aprenentatge i la memòria. Aquest es fonamenta en estudis que mostren que la regulació del seu nivell d'expressió pot modular la densitat de l'espina sinàptica. A més, tant l'APP com l'APLP2 són essencials en el sistema nerviós perifèric i en el central, provocant la sinapsis d'aprenentatge espacial i potenciant aquestes a llarg termini.
Altres estudis justifiquen que l'augment d'APP observable durant la sinaptogènesi és perquè exerceix un paper funcional en el procés de formació de la xarxa neuronal.
A més, a partir de la funció d'homeòstasi, altres estudis han relacionat l'APP amb la regulació de l'exocitosi de vesícules sinàptiques, ja que mostra colocalització en proteïnes de vesícules sinàptiques com la sinaptotagmina-1, amb la qual realitza una unió.

### Funció d'adhesió cel·lular
L'APP promou l'adhesió cel·lular. Es creu que una de les seves regions actua com una integrina i pot, en conseqüència, ser bloquejada per la seqüència peptídica RGDS derivada del domini d'unió a fibronectina. De la mateixa manera, l'APP es troba juntament amb les integrines en la superfície dels axons i en els llocs d'adhesió, estimulant la unió d'alguns substrats, els que s'absorbeixen aproximadament de forma 10 vegades més eficient sobre una base molar que sobre la laminina. A més, l'APP interactua amb la laminina i el col·lagen, una evidència més de les seves propietats que promouen l'adhesió.
A més, l'APP forma dímers, procés pel qual promou l'adhesió cel·lular a través de la dimerització trans, ja que és capaç de formar tant homocomplexes com heterocomplexes. Per tant, tal com alguns estudis han demostrat, la interacció d'APP promou l'adhesió cèl·lula-cèl·lula d'una manera homotípica i heterotípica.
En conclusió, l'APP per la seva seqüència d'aminoàcids provoca tant la interacció cèl·lula-cèl·lula com l'adhesió cèl·lula-substrat.

### Funció de regulació hormonal
La proteïna precursora del β-amiloide i totes les secretases associades són expressades d'hora en el desenvolupament i tenen un paper important en l'endocrinologia de la reproducció - amb el processament diferencial de l'APP per les secretases, que regulen la proliferació de la cèl·lula mare embrionària (hESC), així com la seva diferenciació en les cèl·lules mare neuronals (NPC). L'hormona humana de l'embaràs gonadotropina coriònica (hGC) augmenta l'expressió de l'APP i la proliferació de l'hESC mentres que la progesterona dirigeix el processament de l'APP cap a processos no-amiloidogènics, que promou la diferenciació de l'hESC cap a NPC.
L'APP i la seva escissió no promou la proliferació i la diferenciació de neurones post-mitòtiques, sinó que l'expressió excessiva d'APP mutant en neurones post-mitòtiques indueix la mort apoptòtica i seguidament la seva entrada de nou en el cicle cel·lular. S'ha postulat que la pèrdua d'esteroides sexuals (incloent la progesterona) i l'augment de l'hormona luteïnitzant (l'equivalent adult de l'hCG), dirigeix la producció de β-amiloide i l'entrada de les neurones post-mitòtiques en el cicle cel·lular.

### Funció de creixement de les neurites
La proteïna precursora amiloide té un paper important en el creixement de les neurites. En alguns estudis s'ha investigat aquesta funció augmentant la quantitat d'aquesta proteïna i es va observar que s'estimulà el creixement de neurites en cultius de neurones d'hipocamp d'un ratolí, específicament, un augment significatiu de la longitud d'aquestes neurites, a més d'un increment de la ramificació en les cèl·lules PC12 de feocromocitoma, però no va afectar el nombre de neurites per cèl·lula. Aquest efecte és comparable al creixement de neurites per l'efecte de la laminina, però depèn de la presència de proteoglicans d'heparan.
En un d'aquests estudis es va voler provar la relació de l'heparina. Van trobar un fragment d'APP per enllaçar heparina: una regió prop de l'extrem N-terminal d'APP (residus 96-110) identificat com un domini d'unió a heparina potencial, basant-se en prediccions d'estructura secundària i modelatge molecular. Per provar la relació van realitzar una mutació de dos aminoàcids a l'heparina i la seva unió a APP va bloquejar l'efecte en el creixement de neurites, mentre que la mutació de dos pèptids homòlegs a altres dominis d'APP no va tenir cap efecte. Els resultats indiquen, per tant, que APP pot estimular el creixement de neurites lligat a la relació amb l'heparina.

### Altres funcions
- Control de la funció d'altres proteïnes provocant la inhibició de la seva activitat, com també regulant el seu tràfic, processament i senyalització d'efectes.[25]
- Funció autocrina en la regulació del creixement dels fibroblasts, segons han demostrat alguns estudis. S'ha observat que quan s'inhibeix la síntesi d'APP els fibroblasts que tenen una construcció antisentit a la de l'APP creixen poc.[26]
- Alguns estudis també indiquen una relació de l'APP amb la migració de cèl·lules nervioses durant el desenvolupament del cervell, es tracta d'una proteïna necessària perquè les cèl·lules precursores neuronals migren correctament a la placa cortical naixent. Per a la realització d'aquest efecte és necessària la interacció amb altres proteïnes.
- S'ha suggerit que en el cervell adult l'APP també té un paper important en el creixement axonal i en la restauració de les funcions neuronals després de la lesió. La investigació es va realitzar en la Drosophila, a la que se li va realitzar una lesió al cap. L'APP va acabar de regular aquesta lesió set dies després de l'impacte. Aquesta observació es va confirmar amb un altre estudi amb ratolins, els quals, després d'una lesió en el nervi ciàtic, van mostrar una sobre-expressió d'APP a causa de la reorganització de les fibres. En aquests ratolins també fou demostrat per prevenir el dolor neuropàtic.
- Recentment, es va demostrar la presència de l'APP en animals artritogènics. Es va observar la descomposició de complexes immunes, on els agregats amiloides es degraden i s'uneixen entre si per formar estructures en bobina que no són reabsorbides. A més, indueix la inflamació secundària, que pot causar danys locals.

## Pàgines d'interès
- Pàgina en un banc de dades de proteïnes sobre l'APP, amb imatges interessants: http://www.rcsb.org/pdb/101/motm.do?momID=79 Arxivat 2014-07-26 a Wayback Machine.
- Pàgina amb el procés metabòlic dut a terme en la malaltia d'Alzheimer, en la qual es veu involucrada l'APP: http://www.genome.jp/dbget-bin/www_bget?pathway:map05010
- Pàgina de dades sobre la proteïna: http://www.uniprot.org/uniprot/Q99767
- Vídeo interessant de veure per entendre els diferents processos de formació de l'amiloide, concretament del minut 1:35 al 2:30: https://www.youtube.com/watch?v=NjgBnx1jVIU